# Campylaspis rostrata
Campylaspis rostrata är en kräftdjursart som beskrevs av William Thomas Calman 1905. Campylaspis rostrata ingår i släktet Campylaspis och familjen Nannastacidae. Inga underarter finns listade i Catalogue of Life.